# 江夏站
江夏站是廣州地鐵2號線的車站，位於中国广东省廣州市白云区广云路黃石北路口的地底。该站在2010年9月25日啟用。

## 車站結構

### 車站樓層
江夏站共设有兩層。地面為广云路、黃石北路、江夏村及附近住宅樓；地下一層為车站站厅和2號綫月台；地下二層為聯絡通道。
| 地下一层 | 西站廳   | 售票機、客服中心、商店、安检设施         |  |  |
|          | 侧式站台 |                                          |  |  |
|          | 2 站台   | █2号线 广州南站方向（下站：蕭崗）        |  |  |
|          | 1 站台   | █2号线 嘉禾望岗方向（下站：黄边）        |  |  |
|          | 侧式站台 |                                          |  |  |
|          | 东站廳   | 售票機、客服中心、商店、警务室、安检设施 |  |  |
| 地下二层 | 联络通道 | 非付费区来往两侧站厅 付费区来往两侧站台  |  |  |

### 站厅
江夏站分為东西兩個站廳，但与2号线位处旧机场位置的三个车站相比，因本站东西站厅的出入口在地面被马路所分隔，兩個站廳及兩個月台无论在收费区范围以及非收费区范围均可由兩條路軌下方的联络通道前往。
车站商店及自助服务方面，江夏站設有便利店以及鸭脖店，亦设有自动贩卖机、自助售卡/充值机等设施。

### 月台
江夏站設有兩個側式月台，位於广云路的地底。两个月台在乘客眼中看似兩個位於不同層數的單向式月台，但事實上它們是對向式月台設計，只是兩個月台之間被牆壁完全阻隔，令乘客無從得知兩月台位於同一層，与2号线飞翔公园站至黃邊站的車站設計類似。

2号月台全景图

### 出入口
江夏站共设有4个出入口，东站厅和西站厅均设置2个出入口。
|                                                     |                                                           |      |            |                                                |
| 編號                                                | 设施                                                      | 照片 | 出口指示   | 建議前往的目的地                               |
| 西站廳                                              |                                                           |      |            |                                                |
| A                                                   | 盲道标志 · 轮椅升降台标志 · 无障碍通道标志 · 扶手电梯标志 |      | 江夏北二路 | 江夏北三路                                     |
| B                                                   | 扶手电梯标志                                              |      | 江夏北一路 | 江夏村                                         |
| 东站廳                                              |                                                           |      |            |                                                |
| C                                                   | 盲道标志 · 扶手电梯标志                                   |      | 广云路     | 陈田村、地鐵江夏站公交车站、地鐵江夏站公交總站 |
| D                                                   |                                                           |      | 黃石北路   | 黄石东（白雲尚城）公交總站                     |
| 註： 設有 \| 設有 \| 設有輪椅升降台 \| 設有扶手電梯 |                                                           |      |            |                                                |

## 接駁交通
| 编号 | 编号 | 线路                 | 线路 | 线路                 | 收费 | 备注          |
| ---- | ---- | -------------------- | ---- | -------------------- | ---- | ------------- |
|      | 539  | 永泰集贤路           | ⇆    | 同德围（金德苑）     | 2元  |               |
|      | 794  | 南方医院（白云分院） | ↻    | 南方医院（白云分院） | 2元  |               |
|      | 981  | 机场路               | ⇆    | 永泰新村             | 2元  |               |
|      | 夜76 | 罗冲围（松南路）     | ⇆    | 太和（民营科技园）   | 4元  | 563路附属线路 |

| 编号 | 编号 | 线路                       | 线路 | 线路               | 收费 | 备注 |
| ---- | ---- | -------------------------- | ---- | ------------------ | ---- | ---- |
|      | 244  | 江南大道南（地铁江泰路站） | ⇆    | 黄石东（白云尚城） | 3元  |      |
|      | 245  | 黄石东（白云尚城）         | ⇆    | 员村一横路         | 3元  |      |

## 利用情况
与黄边站一样，车站周边多数为白云尚城为主的住宅小区以及江夏村、陈田村等城中村，因此本站主要客流以周边居民为主。由于地铁的便捷性，部分距离车站较远的居民例如祥景花园等黄石西一带居民会使用巴士接驳本站乘坐地铁。因此本站的客流量非常可观，尤其在上下班高峰期间会有更多乘客使用本站。
此外，本站会视情况在节假日期间实行限流措施，以缓解嘉禾望岗站的客流压力。

## 历史
本站最早出现在1997年出現的《廣州市城市快速軌道交通線網規劃研究（最終報告）》中。当时已經確定拆分1987年方案中的2號線，出現了現有新二號綫的雛型，车站当时为其主线的其中一座中途站，位于106國道鹤泰路口一带，并命名为陈田村站。後來在2000年方案中，往新機場的一段被縮減至嘉禾，仍设有本站，直至2003年方案中走向基本定型。
2010年2月，本站定名为江夏站。同年9月25日，本站随新二号线（嘉禾望岗至广州南站）开通而正式启用。
2022年疫情期间，本站曾多次受防控措施影响而需要调整服务。4月疫情期间，本站于2022年4月11日14时至4月23日暂停服务；年末疫情期间，本站A、C口于10月29日15时至当晚关闭，A、B口于10月30日至31日17时30分、11月4日13时至11月12日13时关闭，11月21日至11月27日全站暂停运营。